# Hubert Goenner
Hubert Goenner (* 29. Oktober 1936 in Tübingen) ist ein deutscher theoretischer Physiker und Wissenschaftshistoriker.

## Biographie
Nach dem Studium der Mathematik und Physik an der Albert-Ludwigs-Universität Freiburg (Staatsexamen 1962) war er dort Assistent und promovierte (nach einem Jahr an der Yeshiva University bei Arthur Komar) 1966 bei Helmut Hönl und Konradin Westpfahl (1926–1994) über Beiträge zum allgemein-relativistischen Bewegungsproblem schneller, wechselwirkender und selbstwechselwirkender Pol-Dipol-Teilchen. Als Post-Doc war er an der Temple University in Philadelphia bei Peter Havas und ab 1969 bei Max Kohler Assistent an der Universität Göttingen, wo er sich 1973 habilitierte (Thema: Local isometric embedding of Riemannian manifolds and Einstein’s theory of gravitation). Ab 1975 war er Dozent in Göttingen und ab 1980 Professor. 2002 emeritierte er dort, ist aber weiter wissenschaftlich aktiv. Er war unter anderem Gastwissenschaftler an der Australian National University in Canberra und am Max-Planck-Institut für Wissenschaftsgeschichte in Berlin.

## Arbeitsgebiete
Als Physiker befasste sich Goenner unter anderem mit Erweiterungen der Allgemeinen Relativitätstheorie (ART). Dazu gehören insbesondere Skalar-Tensor-Theorien, Kosmologie, relativistische Thermodynamik, exakte Lösungen und Symmetrien der ART. 
Ein wichtiges Thema als Wissenschaftshistoriker war die Geschichte der ART und der (gerade erwähnten) Versuche, diese zu erweitern.  Auch erforschte er die Geschichte der Physik an der Universität Göttingen. In diesem Zusammenhang war Goenner an der Entwicklung der 2002 präsentierten Ausstellung Göttinger Nobelpreiswunder beteiligt. 2005 erschien ein Buch über Einsteins Zeit in Berlin (1914 bis 1933), 2015 folgte eine Gesamt-Biographie des Physikers und Nobelpreisträgers.

## Schriften
- Einführung in die Kosmologie. Spektrum, Akademischer Verlag, Heidelberg u. a. 1994, ISBN 3-86025-332-8.
- Mach’s Principle and Theories of Gravitation. In: Julian Barbour, Herbert Pfister (Hrsg.) Mach’s Principle. From Newton’s Bucket to Quantum Gravity (= Einstein Studies. Bd. 6). Birkhäuser, Boston MA u. a. 1995, ISBN 3-7643-3823-7, S. 442–457.
- Einführung in die spezielle und allgemeine Relativitätstheorie. Spektrum, Akademischer Verlag, Heidelberg u. a. 1996, ISBN 3-86025-333-6.
- Einsteins Relativitätstheorien. Raum, Zeit, Masse, Gravitation (= Beck’sche Reihe 2069). C. H. Beck 1997, ISBN 3-406-41869-4. 6. Auflage 2016, ISBN 978-3-406-45669-5.
- mit Jürgen Renn, Tilman Sauer, Jim Ritter (Hrsg.): The expanding worlds of General Relativity (= Einstein Studies. Bd. 7). Birkhäuser, Boston MA u. a. 1999, ISBN 3-7643-4060-6.
- On the History of Unified field theories. In: Living Reviews in Relativity. 7, 2004.
- Spezielle Relativitätstheorie und die klassische Feldtheorie. Elsevier, Spektrum, Akademischer Verlag, München u. a. 2004, ISBN 3-8274-1434-2.
- Einstein in Berlin. 1914–1933. Beck, München 2005, ISBN 3-406-52731-0.
- Albert Einstein. Beck,  München 2015, ISBN 978-3-406-67592-8